# Death on Two Legs (Dedicated to…)
«Death on Two Legs (Dedicated to…)» — песня британской рок-группы Queen с альбома A Night at the Opera, вышедшая в качестве второй стороны «А» с песней «Good Old-Fashioned Lover Boy» на сингле Queen’s First E.P.
Песня представляет собой послание бывшему менеджеру Queen Норману Шеффилду, с которым у группы был конфликт относительно распределения денег: несмотря на огромный успех альбома Sheer Heart Attack, финансовое состояние членов группы не улучшалось, к этому отсылают строки «You’ve taken all my money, and you want more» («Ты забрал все мои деньги, и ты хочешь больше»). Шеффилд пытался подать иск на группу с требованием запретить упоминание его имени, поэтому посвящение не содержит конкретного имени.
На концертном выступлении, выпущенном на альбоме Live Killers, Меркьюри говорит: «Следующая песня с альбома A Night at the Opera, она про этого джентльмена — настоящую сволочь, мы зовём его „Двуногая смерть“».